# Explosion d'Oppau

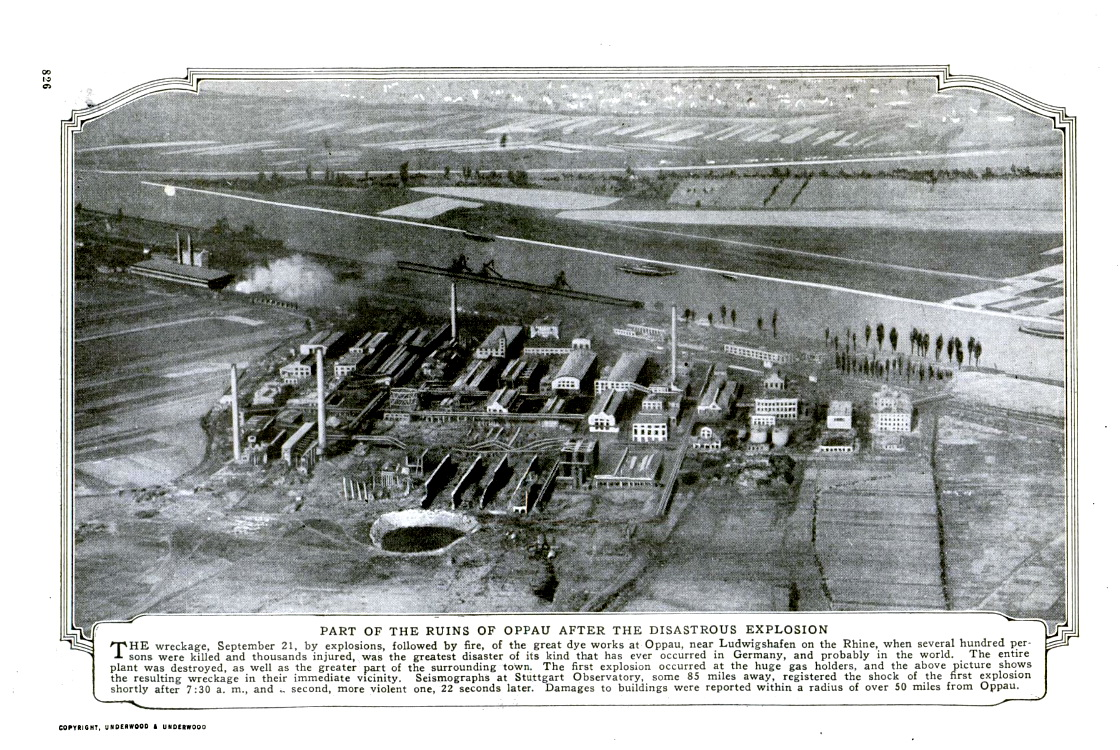
Vue du site d'Oppau, en 1921, après l'explosion d'un silo contenant du nitrate d'ammonium sulphate.
La légende en anglais affirme ce qui suit : VUE PARTIELLE DES RUINES D'OPPAU À LA SUITE D'UNE DÉSASTREUSE EXPLOSION
Les ruines, le 21 septembre, causées par des explosions, suivies d'incendies, de la grande fabrique de teintures située à Oppau, près de Ludwigshafen sur le Rhin, où plusieurs centaines de personnes furent tuées et des milliers d'autres furent blessées, furent le plus grand désastre de son genre à survenir en Allemagne, et probablement dans le monde. Le site a été complètement détruit, ainsi que la plus grande partie de la ville qui l'entourait. Les premières explosions survinrent dans les énormes réservoirs de gaz, et la photographie plus haut montre leurs effets dans les environs immédiats. Des sismographes de l'Observatoire de Stuttgart, à quelque 85 milles de là, ont enregistré l'onde de choc de la première explosion après et la seconde, plus violente, 22 secondes plus tard. Des dommages aux immeubles ont été rapportés dans un rayon de plus de 50 milles d'Oppau.
Photographie du magazine Popular Mechanics, édition de 1921.

L'explosion d'Oppau survint en Allemagne le 21 septembre 1921. Elle détruisit la majeure partie d'Oppau (commune rattachée à celle de Ludwigshafen en 1938), tua 561 personnes et blessa environ 2 000 personnes.

## Histoire
Pendant la Première Guerre mondiale, le site de synthèse d'ammoniac d'Oppau, exploité par BASF, fut modifié pour produire du nitrate d'ammonium, précurseur d'explosifs. Ce produit était stocké près d'autres composés chimiques, comme le chlorure de potassium. Le 21 septembre 1921, une importante explosion se produisit dans un silo contenant environ 4 000 tonnes d'un mélange de nitrate et de sulfate d'ammonium, destiné à être utilisé comme engrais. Elle causa le décès de centaines de personnes et dévasta la ville.
Le silo contenait du sulfate d'ammonium qui, présent sous la forme de granules, avait tendance à s'agglomérer en présence d'humidité. Pour défaire ces masses, les employés de BASF faisaient exploser de petites charges, car l'engrais était considéré comme insensible aux explosions. Cette procédure avait été employée environ 20 000 fois sans incident. Même si la guerre était terminée, le site fabriquait encore du salpêtre du Chili, lequel était mélangé au sulfate d'ammonium en petites quantités. Les chimistes de BASF affirmaient que ce mélange était insensible aux explosions si le salpêtre n'en constituait qu'une petite partie. Les causes exactes de l'explosion sont inconnues, mais certains spéculèrent que les conditions dans le silo favorisèrent la création d'une poche de nitrate pur.

### Citations originales
1. ↑  (en) « PART OF THE RUINS OF OPPAU AFTER THE DISASTROUS EXPLOSION
The wreckage, September 21, by explosions, followed by fire, of the great dye works at Oppau, near Ludwigshafen on the Rhine, when several hundreds persons were killed and thousands injured, was the greatest disaster of its kind that has ever occurred in Germany, and probably in the world. The entire plant was destroyed, as well as the greater part of the surrounding town. The first explosions occurred at the huge gas holders, and the above picture shows the resulting wreckage in their immediate vicinity. Seismographs at Stuttgart Observatory, some 85 miles away, registered the shock of the first explosion after 7:30 a.m. and, second, more violent one, 22 seconds later. Damages to buildings were reported within a radius of over 50 miles from Oppau. »